# Kapitolski muzeji
Kapitolski muzeji (italijansko Musei Capitolini) je en sam muzej, ki vsebuje skupino umetniških in arheoloških muzejev na Piazza del Campidoglio, na vrhu Kapitolskega griča v Rimu, Italija. Zgodovinski sedeži muzejev so Palazzo dei Conservatori in Palazzo Nuovo, obrnjeni na osrednji trapezoidni trg v načrtu, ki ga je Michelangelo zasnoval leta 1536 in je bil izveden v obdobju več kot 400 let. Zgodovino muzeja lahko zasledimo do leta 1471, ko je papež Sikst IV. prebivalcem Rima podaril zbirko pomembnih starodavnih bronov in jih postavil na Kapitolskem griču. Od takrat je muzejska zbirka narasla na veliko starodavnih rimskih kipov, napisov in drugih artefaktov, zbirka srednjeveške in renesančne umetnosti in zbirke draguljev, kovancev in drugih predmetov. Muzeji so v lasti in upravljanju občine Rim.
Kip konjenika v središču trga je cesar Mark Avrelij. Gre za kopijo, original  je shranjen na kraju samem v muzeju.
Kapitolski muzeji, ki so bili javnosti odprti leta 1734 pod Klemenom XII., veljajo za prvi muzej na svetu, ki je razumljen kot kraj, kjer bi umetnost lahko uživali vsi in ne samo lastniki. 

## Zgradbe
Kapitolski muzeji so sestavljeni iz treh glavnih zgradb, ki obdajajo Piazza del Campidoglio in jih povezuje podzemna galerija pod trgom.
Tri glavne zgradbe so:
- Palazzo Senatorio, zgrajena v 12. stoletju in spremenjena po Michelangelovem načrtu;
- Palazzo dei Conservatori, ki je bila zgrajen sredi 16. stoletja in jo je prenovil Michelangelo s prvo uporabo orjaškega kolosalnega reda in
- Palazzo Nuovo, zgrajena v 17. stoletju z identično zunanjo zasnovo kot Palazzo dei Conservatori, s katero se sooča čez trg.

Poleg tega je muzejskemu kompleksu v začetku 20. stoletja dodana Palazzo Caffarelli-Clementino iz trga, ki meji na Palazzo dei Conservatori.

### Palazzo dei Conservatori
Tu so zbirke antičnih skulptur, večinoma rimskih, pa tudi grških in egipčanskih.

#### Glavno stopnišče
Odlikuje relief iz častnega spomenika Marku Avreliju.

#### Drugo nadstropje
Drugo nadstropje stavbe zasedajo prostori konservatorjev, prostor, ki je zdaj odprt za javnost in v katerem so tako znana dela, kot sta bronasta Volkulja, ki neguje Romula in Rema, ki sta postala simbol Rima. Prostore konservatorjev odlikuje dovršen notranji okras, vključno s freskami, štukaturami, tapiserijami ter izrezljanimi stropi in vrati.

#### Tretje nadstropje
V tretjem nadstropju Palazzo dei Conservatori je umetniška galerija, v kateri so muzej slikarstva in umetniške galerije. Kabinet kapitolskih kovancev, ki vsebuje zbirke kovancev, medalj, draguljev in nakita, je v priloženi Palazzo Caffarelli-Clementino.

### Palazzo Nuovo
Kipi, napisi, sarkofagi, doprsni kipi, mozaiki in drugi antični rimski artefakti zasedajo dve nadstropji Palazzo Nuovo.
V Galatovi dvorani se lahko vidi tudi marmornat kip Umirajoči Galačan, imenovan Kapitolski Galačan in kip Kupid in Psiha. V tej zgradbi so tudi:
- Kolosalni kip obnovljen kot Okean in stoji na muzejskem dvorišču te stavbe
- Fragment tablice Tabula Iliaca v dvorani Golobov
- Kip Kapitolska Venera, izvirnik po izgubljenem Praksitelovem kipu (4. stoletje pred našim štetjem).

### Galleria Congiunzione
Galleria Congiunzione je nameščena pod Palazzo dei Conservatori in na samem trgu ter povezuje tri palače, ki stojijo ob trgu. Galerija je bila zgrajena v 1930-ih. Vsebuje in situ ruševine starodavnih rimskih bivališč iz 2. stoletja, v njem pa je tudi galerija Lapidaria Galleria, ki prikazuje zbirko muzejskih  epigrafov.

### Novo krilo
Nova velika dvorana, pokrita s steklom - Sala Marco Aurelio - ustvarjena s pokrivanjem Giardino Romano, je podobna tisti, ki se uporablja kot Sala Ottagonale in Great Court Britanskega muzeja. Zasnoval jo je je arhitekt Carlo Aymonino. Prostornina spominja na ovalni prostor, ki ga je Michelangelo oblikoval za trg.
Osrednji del je bronast konjeniški kip Marka Avrelija, ki je bil nekoč v središču Piazze del Campidoglio in je bil od sodobne obnove shranjen v zaprtih prostorih. Hrani tudi preostale bronaste dele Konstantinovega kolosa in arheološke ostanke tufnih temeljev templja Kapitolskega Jupitra z modelom, risanimi in računalniškimi rekonstrukcijami ter najdbami iz najzgodnejšega nastanka na mestu (iz srede bronaste dobe: 17. do 14. stoletje pred našim štetjem) do ustanovitve templja (6. stoletje pred našim štetjem).
V treh dvoranah ob Appartamento dei Conservatori najdemo vitrine znamenite Castellanijeve zbirke z delom nabora grških in etruščanskih vaz, ki jih je sredi 19. stoletja občini Rim daroval Augusto Castellani

## Centrale Montemartini
Centrale Montemartini  je nekdanja elektrarna Acea (ki je delovala kot elektrarna med 1890 in 1930) v južnem delu Rima, med Piramido in baziliko sv. Pavla zunaj obzidja, blizu metro postaje Garbatella. Leta 1997 je bila Centrale Montemartini prilagojena, da začasno sprejme del antične kiparske zbirke Kapitolskih muzejev, ki je bila takrat zaprta za prenovo; začasna razstava je bila tako cenjena, da so prizorišče na koncu preuredili v stalni muzej . Njena stalna zbirka obsega 400 starodavnih kipov, ki so se med reorganizacijo Kapitolskih muzejev leta 1997 preselili, skupaj z grobnicami, doprsnimi kipi in mozaiki. Številni od njih so bili izkopani v starodavnih rimski horti (npr. Sallustovi vrtovi) med 1890 in 1930, kar je plodno obdobje za rimsko arheologijo. Tam so prikazani po vzoru Tate Modern v Londonu, le da (za razliko od tam) stroji niso bili premaknjeni ven .

## Galerija
- Ranjena Amazonka, kopija iz originalnega Fidijevega dela
- Kapitolski Antinoj
- Apolon Citharoedus
- Poprsje Aleksandra Heliosa
- Verjetno kopija Kefisodotovega kipa Artemida
- Gaj Avgust Oktavijan
- Kleopatra, Centrale Montemartini, Rim
- Komod kot Herkul
- Konstantin I., verjetno original iz Maksencijeve bazilike
- Glava kolosalnega kipa Konstantina I.
- Kupid in Psiha
- Kapitolski Eros
- Eros Thanatos
- Umirajoči Galačan
- Heraklejev boj
- Kip iz Horti Lamiani
- Plešoča Menada
- Konjeniški kip Marka Avrelija
- Rimski mozaik iz 2. četrtine 4. stoletja
- Gian Lorenzo Bernini, Meduza
- Kip Atene, Centrale Montemartini, Rim
- Počivajoči Satir
- Opirajoči Satir
- Leda in labod
- Deček si izdira trn
- Triton
- Kapitolska Venera 
 Afrodita iz Knida)
- Kapitolska volkulja
- Ranjeni bojevnik
- Rimska trofeja razstavljena znotraj dvorišča Kapitolskih muzejev
- Mali Heraklej je zadavil kačo, ki jo dali v zibelko, da bi ga ubila (rimski marmor, 2. stoletje)
- Dvorišče muzeja
- Panorama kipov v Kapitolskem muzeju